# 保罗·切里莫
保罗·切里莫（1990年10月27日—）是出生于肯尼亚的美国长跑运动员，以13分3.90秒的成绩获得2016年里约奥运会男子5000米银牌，这是自鲍勃·舒尔获得1964年奥运会男子5000米金牌后，美国在该项目上获得又一枚奖牌。

## 外部連結
- 保罗·切里莫在的頁面
- 保罗·切里莫的X（前Twitter）
- All-Athletics Paul Chelimo biography （页面存档备份，存于）
- U.S. Army profile